# Jan-Rapowanie

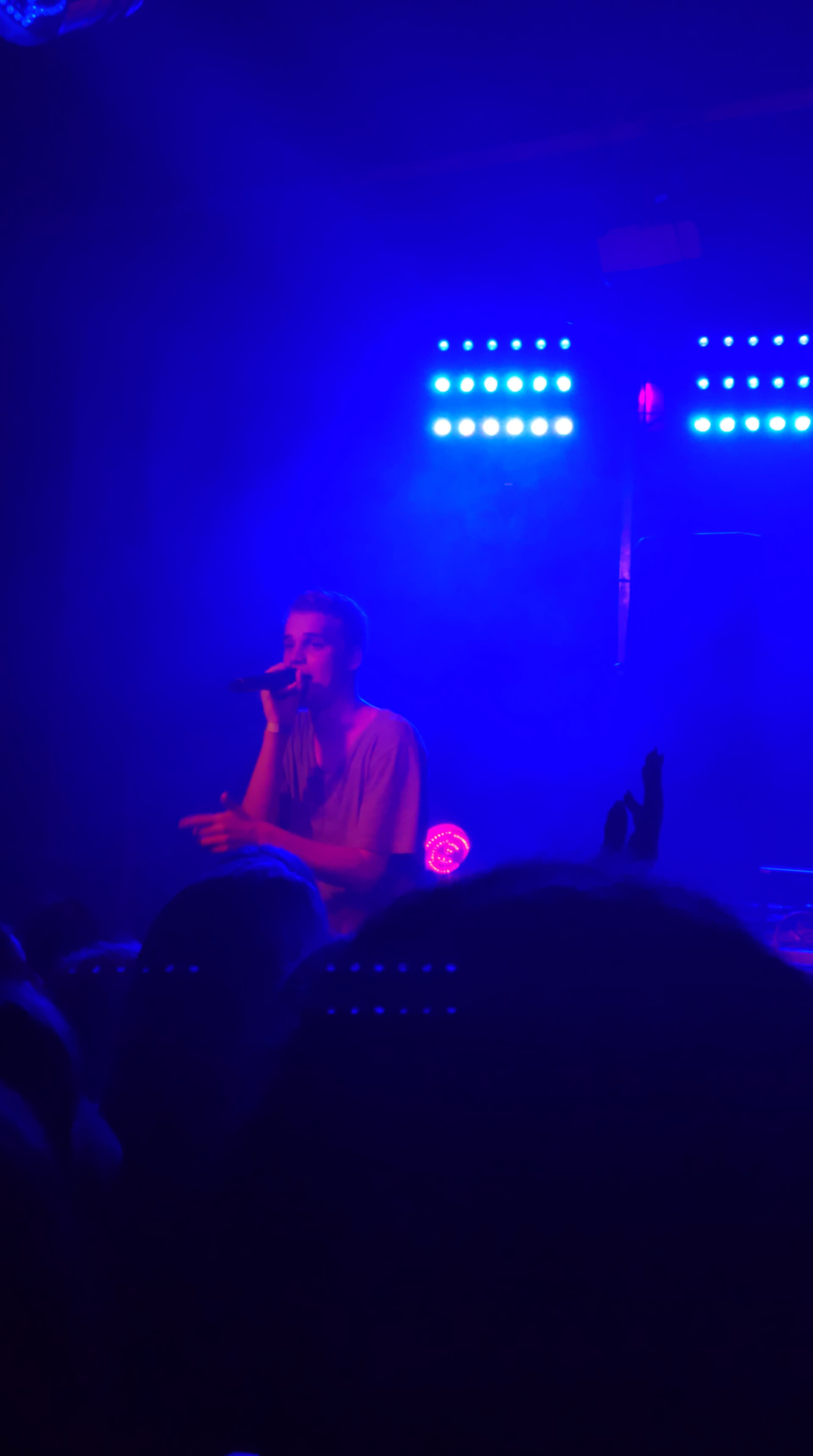
Jan podczas koncertu w Częstochowie (2019)

Jan-Rapowanie, właściwie Jan Stanisław Pasula (ur. 21 listopada 1998 w Krakowie) – polski raper i autor tekstów.
Ukończył Szkołe podstawową w kośźmicach Wielkich im. Obrońców Westerplatte, a później także VI Liceum Ogólnokształcące im. Adama Mickiewicza w Krakowie. W 2015 nielegalnie wydał Notabene Mixtape, opublikował wiele piosenek będąc w tzw. „rapowym podziemiu”, które możemy znaleźć np. na kanale Karwan TV. Najpopularniejsze z nich to: „Janek nie jest wcale” , „No co tam świry XD”. Zadebiutował w 2017 utworem „Tańczę”, nagranym w ramach projektu SB Starter. W 2018 raper podpisał kontrakt wydawniczy z wytwórnią SB Maffija Label. Rok później jego album Plansze (produkcja: Nocny) uzyskał status złotej płyty. W plebiscycie Popkillery 2019 raper uzyskał tytuł Odkrycia Roku 2018.

## Działalność pozamuzyczna
Od 1 października 2018 współprowadził audycję Bolesne poranki, a od 18 marca 2019 również Patościeżkę w Newonce.radio.

## Dyskografia

### Albumy studyjne
| Rok  | Album | Pozycja na liście | Certyfikat                 | Sprzedaż       |
| Rok  | Album | POL               | Certyfikat                 | Sprzedaż       |
| ---- | --- | ----------------- | -------------------------- | -------------- |
| 2018 | Nocna zmjana (produkcja Nocny) - Data: 25 maja 2018 - Wydawca: SBM Label - Format: CD, digital download                            | 13                |                            |                |
| 2019 | Plansze (produkcja Nocny) - Data: 15 marca 2019 - Wydawca: SBM Label - Format: CD, digital download                                | 1                 | - ZPAV: 2× platynowa płyta | - POL: 60 000+ |
| 2020 | Uśmiech (produkcja Nocny) - Data: 25 lutego 2020 (digital), 13 marca 2020 (CD) - Wydawca: SBM Label - Format: CD, digital download | 3                 | - ZPAV: platynowa płyta    | - POL: 30 000+ |
| 2022 | Bufor - Data: 11 marca 2022 - Wydawca: SBM Label - Format: CD, digital download                                                    | 1                 | - ZPAV: platynowa płyta    | - POL: 30 000+ |
| 2025 | Groteska - Data: 28 marca 2025 - Wydawca: 2020 - Format: CD, digital download                                                      | 3                 |                            |                |

## Nagrody i wyróżnienia
| Rok  | Kategoria          | Tytułem       | Nagroda   | Uwagi   | Źródło |
| ---- | ------------------ | ------------- | --------- | ------- | ------ |
| 2019 | Odkrycie roku 2018 | Jan-Rapowanie | Popkiller | Laureat | [ 8 ]  |